# Lachemilla ericoides
Lachemilla ericoides är en rosväxtart som först beskrevs av Perry, och fick sitt nu gällande namn av Werner Hugo Paul Rothmaler. Lachemilla ericoides ingår i släktet Lachemilla och familjen rosväxter. Inga underarter finns listade i Catalogue of Life.